# Mistrovství světa v basketbalu mužů 2002
14. mistrovství světa v basketbalu mužů proběhlo v dnech 14. srpna – 8. září ve Spojených státech.
Na turnaji startovalo šestnáct účastníků, rozdělených do čtyř čtyřčlenných skupin, z nichž první tři týmy postoupily do dvou osmifinálových skupin, týmy z prvního až čtvrtého místa postoupily do play off o medaile. Týmy na pátém a šestém místě hrály vyřazovacím systémem o 9. - 12. místo. Družstva, která v základní skupině skončila na čtvrtém místě, hrála vyřazovacím systémem o 13. - 16. místo. Zápasy se odehrály v halách Conseco Fieldhouse a RCA Dome. Mistrem světa se stalo družstvo Jugoslávie.

## Pořadatelské město
| Indianapolis       | Indianapolis     |
| Conseco Fieldhouse | RCA Dome         |
| Kapacita: 18.345   | Kapacita: 57 890 |
|                    |                  |

## Výsledky a tabulky

### Základní skupiny

#### Skupina A
|    |            | ESP   | YUG    | ANG    | CAN   | V | P | Skóre   | B |
| 1. | Španělsko  | ***   | 71:69  | 88:55  | 85:54 | 3 | 0 | 244:178 | 6 |
| 2. | Jugoslávie | 69:71 | ***    | 113:63 | 87:71 | 2 | 1 | 269:205 | 5 |
| 3. | Angola     | 55:88 | 63:113 | ***    | 84:74 | 1 | 2 | 202:275 | 4 |
| 4. | Kanada     | 54:85 | 71:87  | 74:84  | ***   | 0 | 3 | 190:257 | 3 |

 Jugoslávie -  Angola 113:63 (33:22, 61:40, 85:49)
29. srpna 2002 (11:00) - Indianopolis (Conseco Fieldhouse)
 Španělsko -  Kanada 85:54 (17:15, 40:29, 61:35)
29. srpna 2002 (13:30) - Indianopolis (Conseco Fieldhouse)
 Angola -  Kanada 84:74 (19:17, 45:34, 61:49)
30. srpna 2002 (11:00) - Indianopolis (RCA Dome)
 Španělsko -  Jugoslávie 71:69 (26:10, 44:29, 58:52)
30. srpna 2002 (13:30) - Indianopolis (RCA Dome)
 Španělsko -  Angola 88:55 (25:12, 48:29, 70:43)
31. srpna 2002 (11:00) - Indianopolis (RCA Dome)
 Jugoslávie -  Kanada 87:71 (16:21, 42:41, 63:53)
31. srpna 2002 (11:00) - Indianopolis (Conseco Fieldhouse)

#### Skupina B
|    |           | BRA    | POI   | TUR    | LEB    | V | P | Skóre   | B |
| 1. | Brazílie  | ***    | 90:86 | 88:86  | 102:73 | 3 | 0 | 280:245 | 6 |
| 2. | Portoriko | 86:90  | ***   | 78:75  | 99:77  | 2 | 1 | 263:242 | 5 |
| 3. | Turecko   | 86:88  | 75:78 | ***    | 107:80 | 1 | 2 | 268:246 | 4 |
| 4. | Libanon   | 73:102 | 77:99 | 80:107 | ***    | 0 | 3 | 230:308 | 3 |

 Brazílie -  Libanon 102:73 (24:15, 52:33, 83:50)
29. srpna 2002 (11:00) - Indianopolis (RCA Dome)
 Portoriko -  Turecko 78:75 (23:24, 42:38, 57:54)
29. srpna 2002 (13:30) - Indianopolis (RCA Dome)
 Portoriko -  Libanon 99:77 (31:11, 44:35, 69:59)
30. srpna 2002 (11:00) - Indianopolis (Conseco Fieldhouse)
 Brazílie -  Turecko 88:86 (21:32, 38:49, 56:70)
30. srpna 2002 (13:30) - Indianopolis (Conseco Fieldhouse)
 Turecko -  Libanon 107:80 (22:16, 48:30, 75:52)
31. srpna 2002 (13:30) - Indianopolis (Conseco Fieldhouse)
 Brazílie -  Portoriko 90:86 (21:21, 41:37, 68:64)
31. srpna 2002 (20:00) - Indianopolis (Conseco Fieldhouse)

#### Skupina C
|    |          | USA    | GER    | CHN   | ALG    | V | P | Skóre   | B |
| 1. | USA      | ***    | 104:87 | 84:65 | 110:60 | 3 | 0 | 298:212 | 6 |
| 2. | Německo  | 87:104 | ***    | 88:76 | 102:70 | 2 | 1 | 277:250 | 5 |
| 3. | Čína     | 65:84  | 76:88  | ***   | 96:82  | 1 | 2 | 237:254 | 4 |
| 4. | Alžírsko | 60:110 | 70:102 | 82:96 | ***    | 0 | 3 | 212:308 | 3 |

 Německo -  Čína 88:76 (23:14, 45:31, 72:48)
29. srpna 2002 (17:30) - Indianopolis (RCA Dome)
 USA -  Alžírsko 110:60 (32:13, 51:32, 79:47)
29. srpna 2002 (20:00) - Indianopolis (RCA Dome)
 USA -  Německo 104:87 (29:21, 52:51, 77:67)
30. srpna 2002 (20:00) - Indianopolis (RCA Dome)
 Čína -  Alžírsko 96:82 (28:10, 48:32, 69:63)
30. srpna 2002 (20:00) - Indianopolis (Conseco Fieldhouse)
 Německo -  Alžírsko 102:70 (31:13, 62:24, 78:47)
31. srpna 2002 (17:30) - Indianopolis (Conseco Fieldhouse)
 USA -  Čína 84:65 (16:28, 43:42, 63:55)
31. srpna 2002 (20:00) - Indianopolis (RCA Dome)

#### Skupina D
|    |             | ARG    | NZL    | RUS    | VEN    | V | P | Skóre   | B |
| 1. | Argentina   | ***    | 112:85 | 100:81 | 107:72 | 3 | 0 | 319:238 | 6 |
| 2. | Nový Zéland | 85:112 | ***    | 90:81  | 98:85  | 2 | 1 | 273:278 | 5 |
| 3. | Rusko       | 81:100 | 81:90  | ***    | 86:69  | 1 | 2 | 248:259 | 4 |
| 4. | Venezuela   | 72:107 | 85:98  | 69:86  | ***    | 0 | 3 | 226:291 | 3 |

 Nový Zéland -  Rusko 90:81 (17:21, 35:49, 58:68)
29. srpna 2002 (17:30) - Indianopolis (Conseco Fieldhouse)
 Argentina -  Venezuela 107:72 (27:16, 49:35, 81:47)
29. srpna 2002 (20:00) - Indianopolis (Conseco Fieldhouse)
 Argentina -  Rusko 100:81 (26:25, 54:42, 84:63)
30. srpna 2002 (17:30) - Indianopolis (Conseco Fieldhouse)
 Nový Zéland -  Venezuela 98:85 (23:29, 47:48, 72:61)
30. srpna 2002 (17:30) - Indianopolis (RCA Dome)
 Rusko -  Venezuela 86:69 (24:20, 39:35, 63:50)
31. srpna 2002 (13:30) - Indianopolis (RCA Dome)
 Argentina -  Nový Zéland 112:85 (26:31, 52:44, 74:72)
31. srpna 2002 (17:30) - Indianopolis (RCA Dome)

### Osmifinále

#### Skupina A
|    |            | POI    | ESP    | YUG     | BRA    | TUR    | ANG     | V | P | Skóre   | B  |
| 1. | Portoriko  | ***    | 73:65  | 85:83   | 86:90* | 78:75* | 89:87p  | 5 | 1 | 510:477 | 11 |
| 2. | Španělsko  | 65:73  | ***    | 71:69*  | 84:67  | 87:64  | 88:55*  | 5 | 1 | 480:382 | 11 |
| 3. | Jugoslávie | 83:85  | 69:71* | ***     | 90:69  | 110:78 | 113:63* | 4 | 2 | 552:437 | 10 |
| 4. | Brazílie   | 90:86  | 67:84  | 69:90   | ***    | 88:86* | 86:83p  | 4 | 2 | 502:502 | 10 |
| 5. | Turecko    | 75:78* | 64:87  | 78:110  | 86:88* | ***    | 86:66   | 2 | 4 | 496:509 | 8  |
| 6. | Angola     | 87:89p | 55:88* | 63:113* | 83:66p | 66:86  | ***     | 1 | 5 | 438:536 | 7  |

- s hvězdičkou = zápasy ze základní skupiny.

 Španělsko -  Turecko 87:64 (23:12, 42:33, 63:46)
2. září 2002 (13:30) - Indianopolis (RCA Dome)
 Brazílie -  Angola 86:83 (16:21, 33:37, 53:57 - 74:74pp)
2. září 2002 (13:30) - Indianopolis (Conseco Fieldhouse)
 Portoriko -  Jugoslávie 85:83 (27:21, 42:43, 60:69)
2. září 2002 (17:30) - Indianopolis (Conseco Fieldhouse)
 Jugoslávie -  Brazílie 90:69 (26:14, 46:28, 74:53)
3. září 2002 (13:30) - Indianopolis (RCA Dome)
 Turecko -  Angola 86:66 (18:17, 41:38, 63:46)
3. září 2002 (13:30) - Indianopolis (Conseco Fieldhouse)
 Portoriko -  Španělsko 73:65 (14:18, 31:33, 49:52)
3. září 2002 (17:30) - Indianopolis (RCA Dome)
 Jugoslávie -  Turecko 110:78 (21:15, 50:34, 80:65)
4. září 2002 (14:00) - Indianopolis (Conseco Fieldhouse)
 Španělsko -  Brazílie 84:67 (23:21, 42:30, 63:45)
4. září 2002 (15:00) - Indianopolis (RCA Dome)
 Portoriko -  Angola 89:87 (12:22, 41:45, 57:57, 71:71 - 80:80pp)
4. září 2002 (20:00) - Indianopolis (RCA Dome)

#### Skupina B
|    |             | ARG     | USA     | GER     | NZL     | RUS     | CHN    | V | P | Skóre   | B  |
| 1. | Argentina   | ***     | 87:80   | 86:77   | 112:85* | 100:81* | 95:71  | 6 | 0 | 587:419 | 12 |
| 2. | USA         | 80:87   | ***     | 104:87* | 110:62  | 106:82  | 84:65* | 5 | 1 | 514:356 | 11 |
| 3. | Německo     | 77:86   | 87:104* | ***     | 84:64   | 103:85  | 88:76* | 4 | 2 | 541:485 | 10 |
| 4. | Nový Zéland | 85:112* | 62:110  | 64:84   | ***     | 90:81*  | 94:88  | 3 | 3 | 493:560 | 9  |
| 5. | Rusko       | 81:100* | 82:106  | 85:103  | 81:90*  | ***     | 95:68  | 2 | 4 | 493:560 | 8  |
| 6. | Čína        | 71:95   | 65:84*  | 76:88*  | 88:94   | 68:95   | ***    | 1 | 5 | 464:538 | 7  |

- s hvězdičkou = zápasy ze základní skupiny.

 Německo -  Nový Zéland 84:64 (18:16, 39:32, 66:45)
2. září 2002 (17:30) - Indianopolis (RCA Dome)
 Argentina -  Čína 95:71 (32:14, 48:34, 73:49)
2. září 2002 (20:00) - Indianopolis (RCA Dome)
 USA -  Rusko 106:82 (27:24, 54:44, 89:63)
2. září 2002 (20:00) - Indianopolis (Conseco Fieldhouse)
 Argentina -  Německo 86:77 (31:20, 46:34, 71:60)
3. září 2002 (17:30) - Indianopolis (Conseco Fieldhouse)
 USA -  Nový Zéland 110:62 (22:25, 48:42 75:52)
3. září 2002 (20:00) - Indianopolis (Conseco Fieldhouse)
 Rusko -  Čína 95:68 (26:15, 42:30, 67:52)
3. září 2002 (20:00) - Indianopolis (RCA Dome)
 Nový Zéland -  Čína 94:88 (13:35, 43:52, 63:71)
4. září 2002 (16:30) - Indianopolis (Conseco Fieldhouse)
 Německo -  Rusko 103:85 (28:16, 58:36, 79:59)
4. září 2002 (17:30) - Indianopolis (RCA Dome)
 Argentina -  USA 87:80 (34:21, 53:37, 68:60)
4. září 2002 (19:00) - Indianopolis (Conseco Fieldhouse)

### Čtvrtfinále
Argentina -  Brazílie 78:67 (18:16, 29:29, 51:42)
5. září 2002 (17:30) - Indianopolis (RCA Dome)
 Německo -  Španělsko 70:62 (20:15, 40:31, 46:52)
5. září 2002 (17:30) - Indianopolis (Conseco Fieldhouse)
 Nový Zéland -  Portoriko 65:63 (14:11, 31:29, 48:44)
5. září 2002 (20:00) - Indianopolis (RCA Dome)
 Jugoslávie -  USA 81:78 (20:20, 40:36, 52:58)
5. září 2002 (20:00) - Indianopolis (Conseco Fieldhouse)

### Semifinále
Argentina -  Německo 86:80 (16:11, 36:41, 59:62)
7. září 2002 (13:15) - Indianopolis (Conseco Fieldhouse)
 Jugoslávie -  Nový Zéland 89:78 (19:30, 39:48, 66:58)
7. září 2002 (15:30) - Indianopolis (Conseco Fieldhouse)

### Finále
Jugoslávie -  Argentina 84:77 (24:19, 41:39, 52:57 - 75:75pp)
8. září 2002 (15:00) - Indianopolis (Conseco Fieldhouse)

### O 3. místo
Německo -  Nový Zéland 117:94 (35:27, 74:48, 96:61)
8. září 2002 (12:30) - Indianopolis (Conseco Fieldhouse)

### O 5. - 8. místo
Španělsko -  Brazílie 105:89 (29:21, 54:47, 88:64)
6. září 2002 (17:30) - Indianopolis (Conseco Fieldhouse)
 USA -  Portoriko 84:74 (19:25, 50:36, 67:57)
6. září 2002 (20:00) - Indianopolis (Conseco Fieldhouse)

### O 5. místo
Španělsko -  USA 81:75 (18:27, 40:50, 56:66)
7. září 2002 (21:45) - Indianopolis (Conseco Fieldhouse)

### O 7. místo
Portoriko -  Brazílie 91:84 (26:20, 46:47, 63:61)
5. září 2002 (19:30) - Indianopolis (Conseco Fieldhouse)

### O 9. - 12. místo
Rusko -  Angola 77:66 (28:18, 41:42, 57:50)
6. září 2002 (11:00) - Indianopolis (Conseco Fieldhouse)
 Turecko -  Čína 94:86 (30:24, 48:40, 67:62)
6. září 2002 (13:30) - Indianopolis (Conseco Fieldhouse)

### O 9. místo
Turecko -  Rusko 91:86 (22:28, 47:53, 62:71)
7. září 2002 (10:45) - Indianopolis (Conseco Fieldhouse)

### O 11. místo
Angola -  Čína 96:84 (27:18, 51:49, 80:58)
7. září 2002 (8:30) - Indianopolis (Conseco Fieldhouse)

### O 13. - 16. místo
Kanada -  Libanon 91:67 (22:16, 44:31, 67:53)
2. září 2002 (11:00) - Indianopolis (RCA Dome)
 Venezuela -  Alžírsko 98:83 (20:24, 49:48, 71:64)
2. září 2002 (11:00) - Indianopolis (Conseco Fieldhouse)

### O 13. místo
Kanada -  Venezuela 98:97 (25:23, 51:49, 78:77)
3. září 2002 (11:00) - Indianopolis (Conseco Fieldhouse)

### O 15. místo
Alžírsko -  Libanon 100:70 (23:26, 42:43, 66:58)
3. září 2002 (11:00) - Indianopolis (RCA Dome)

## Soupisky
1.  Jugoslávie
| - Dejan Bodiroga - Dejan Koturovič - Zarko Čabarkapa - Igor Rakočevič | - Peja Stojaković - Vladimir Radmanovič - Marko Jarič - Predrag Drobnjak | - Vlade Divac - Miloč Vujanič - Dejan Tomaševič - Milan Gurovič |

- Trenér: Svetislav Pešić

2.  Argentina
| - Juan Ignacio Sanchez Brown - Manu Ginóbili - Alejandro Montecchia - Fabricio Oberto | - Lucas Victoriano - Gabriel Fernandez - Hugo Sconochini - Luis Scola | - Leonardo Gutierrez - Andrés Noccioni - Leandro Palladino - Ruben Wolkowyski |

- Trenér: Rubén Pablo Magnano

3.  Německo
| - Mithat Demirel - Ademola Okulaja - Jörg Lütcke - Marco Pesic | - Pascal Roller - Henrik Rödl - Misan Nikagbatse - Stefano Garris | - Stephen Arigbabu - Patrick Femerling - Dirk Nowitzki - Robert Maras |

- Trenér: Henrik Dettmann

4.  Nový Zéland
| - Mark Dickel - Judd Flavell - Kirk Penney | - Paul Henare - Phill Jones - Paora Winitana | - Dillon Boucher - Pero Cameron - Damon Rampton | - Ed Book - Sean Marks - Robert Hickey |

- Trenér: Thomas "Tab" Baldwin.

5.  Španělsko
| - Pau Gasol Sáez - Oriol Junyent Monuera - Carles Marco Viñas | - Juan Carlos Navarro Feijóo - Ignacio Pablo “Nacho” Rodríguez Marín - Felipe Reyes Cabanas | - Carlos Jiménez Sánchez - Lucio Angulo Espinosa - José Antonio Paraíso González | - José Manuel Calderón Borrallo - Alfonso Reyes Cabanas - Jorge Joaquín Garbajosa Chaparro |

- Trenér: Francisco Javier Imbroda Ortiz.

6.  USA
| - Michael Finley - Baron Davis - Andre Miller | - Jermaine O’Neal - Antonio Davis - Paul Pierce | - Reggie Miller - Shawn Marion - Jay Williams | - Ben Wallace - Elton Brand - Raef LaFrentz |

- Trenér: George Karl.

7.  Portoriko
| - José Rafael “Piculín” Ortiz Rijos - Rick Jason Apodaca Pérez - Luis Ramón Allende Ruiz | - Carlos Alberto Arroyo Bermúdez - Jerome Alfred Mincy Clark - Christian Dalmau Santana | - Elías “Larry” Ayuso Carrillo - Antonio Latimer Rivera - Rolando Hourruitiner Ortiz | - Félix Javier Pérez Rivera - Raymond “Richie” Dalmau Santana - Daniel Gregg Santiago Lynn |

- Trenér: Julio Norberto Toro Díaz.

8.  Brazílie
| - Marcelo Magalhães Machado “Marcelinho” - Alex Ribeiro Garcia - Vanderlei Mazzuchini Júnior | - Leandro Mateus Barbosa “Leandrinho” - Sandro França Varejão - Demétrius Conrado Ferraciú | - Hélio Rubens Garcia Filho “Helinho” - Anderson França Varejão - Guilherme Giovannoni | - Tiago Splitter Beims - Rogério Klafke - Rafael Paulo de Lara Araújo “Baby” |

- Trenér: Hélio Rubens Garcia.

9.  Turecko
| - Kerem Tunçeri - Hidayet Türkoğlu - Mirsad Türkcan | - Hakan Köseoğlu - Asım Pašćanović “Pars” - Harun Erdenay | - İbrahim Kutluay - Kaya Peker - Hüseyin Beşok | - Mehmet Okur - Haluk Yıldırım - Ömer Onan |

- Trenér: Aydın Örs.

10.  Rusko
| - Vasilij Karasjov - Alexandr Bašminov - Sergej Panov | - Igor Kudelin - Sergej Čikalkin - Nikita Morgunov | - Jevgenij Pašutin - Zachar Pašutin - Viktor Chrjapa | - Andrej Kirilenko - Ruslan Avlejev - Alexej Savrasenko |

- Trenér: Stanislav Jerjomin.

11.  Angola
| - Víctor Muzadi - Walter Bandeira da Costa - Ângelo Monteiro dos Santos Victoriano | - Valter Gerson Correia da Rocha Monteiro - Edmar Monteiro dos Santos Victoriano - António Rafael Víctor de Carvalho | - Joaquim Brandão Gomes - Belarmino Mário Chipongue - Afonso Rodrigues da Silva | - Carlos Domingues Bendinha de Almeida - Miguel Timóteo Pontes Lutonda - Eduardo Fernando Mingas |

- Trenér: Mário Leonel Palma.

12.  Čína
| - Guō Shìqiáng - Liú Wěi - Gŏng Xiăobīn | - Zhāng Chéng - Hú Wèidōng - Chén Kě | - Lĭ Nán - Liú Yùdòng - Zhū Fāngyŭ | - Yáo Míng - Mengke Bateer Mönkh Baatar - Dù Fēng |

- Trenér: Wáng Fēi.

13.  Kanada
| - Novell Thomas - Sherman Hamilton - Titus Channer | - Prosper Karangwa - Shawn Swords - Rowan Barrett | - Greg Meldrum - Dave Thomas - Steve Ross | - Richard Anderson - Michael Meeks - Kevin Jobity |

- Trenér: Jay Triano.

14.  Venezuela
| - Víctor David Díaz Díaz - Pablo Ezequiel Machado Martínez - Yumerving Ernesto Mijares Luna | - Richard José Lugo - Alejandro José “Álex” Quiroz - Óscar José Torres Martínez | - Diego Alejandro Guevara Salas - Carl Víctor Herrera Allen - Héctor Orlando “Pepito” Romero Rivas | - Vladimir José Heredia Serrano - Tomás Rafael Aguilera Subero - Carlos Alberto Morris Salazar |

- Trenér: Jim Calvin.

15.  Alžírsko
| - Sofiane Boulaya - Samir Mehnaoui - Farid Belhimeur | - Nabil Mebarki - Nabil Boudissa - Miloud Doubal | - Nasser Ramdhane Haïf - Nadjim Ouali - Mourad Boughedir | - Amine Ben Ramdhane - Abdelhalim Sayah - Tariq Ouaqid |

- Trenér: Faïd Bilal.

16.  Libanon
| - Walid Mahmoud Doumiati - Charles Camille Bardawil - Badir Ahmad Makki | - Rony Boulos Fahed - Georges Salim Chibani - Yasser Ahmad el-Hajj | - Roy Nicolas Samaha - Paul Joseph Khouri - Ghazi Émile el-Boustani | - Elie Rafiq Mechantaf - Joe Vogel - Fadi Jihad el-Khatib |

- Trenér: Johnny Neumann.

## Konečné pořadí
| 14.              | Mistrovství světa 2002 | Z | V | P | Skóre   | B  |
| ---------------- | ---------------------- | - | - | - | ------- | -- |
| Zlatá medaile    | Jugoslávie             | 9 | 7 | 2 | 806:670 | 16 |
| Stříbrná medaile | Argentina              | 9 | 8 | 1 | 828:697 | 17 |
| Bronzová medaile | Německo                | 9 | 6 | 3 | 808:727 | 15 |
| 4.               | Nový Zéland            | 9 | 4 | 5 | 730:829 | 13 |
| 5.               | Španělsko              | 9 | 7 | 2 | 728:616 | 16 |
| 6.               | USA                    | 9 | 6 | 3 | 831:679 | 15 |
| 7.               | Portoriko              | 9 | 6 | 3 | 738:710 | 15 |
| 8.               | Brazílie               | 9 | 4 | 5 | 742:776 | 13 |
| 9.               | Turecko                | 8 | 4 | 4 | 681:681 | 12 |
| 10.              | Rusko                  | 8 | 3 | 5 | 673:693 | 11 |
| 11.              | Angola                 | 8 | 2 | 6 | 600:697 | 10 |
| 12.              | Čína                   | 8 | 1 | 7 | 634:728 | 9  |
| 13.              | Kanada                 | 5 | 2 | 3 | 388:420 | 7  |
| 14.              | Venezuela              | 5 | 1 | 4 | 421:472 | 6  |
| 15.              | Alžírsko               | 5 | 1 | 4 | 395:476 | 6  |
| 16.              | Libanon                | 5 | 0 | 5 | 367:499 | 5  |